# 鈴木繭
鈴木 繭（すずき まゆ、1994年7月7日 - ）は、日本の女性読者モデルである。女性ファッション誌『Ray』（レイ）の専属読者モデルを務めており、2016年にはウェブ投票を含む誌上オーディションに合格してプリ♡クラ（プリンセス♡クラブ）としての活動も開始。

## 人物
- 弟が1人いる[4]。
- 高校の先輩にモデルの柴田紗希、元SKE48の平松可奈子がいる。

## 出演

### 雑誌
- Ray（主婦の友社、2016年～2017年） - 専属読者モデル[2]
- FINEBOYS（日之出出版、2016年） - 12月号（11月10日発売）の座談会に写真付きで登場
- FINEBOYS（日之出出版、2017年） - 1月号（12月10日発売）のスナップページに写真付きで登場
- FINEBOYS（日之出出版、2017年） - 4月号（3月10日発売）のモンスターハンター特集に写真付きで登場

### ウェブ
- 美人時計 愛知県版 - 21:12～21:15の4枚ほど出演[5]
- 第2回 恋するおにぎり笑顔美人コンテスト（JA全農いわて、2015～2016年）
- ラメシャドウが可愛い！冬のふんわり愛されピンクメイク（ウーマンエキサイト、2016年） - 動画
- 美女暦（2016年） - 2016年11月17日[6][7]
- プリ♥クラが選ぶ最愛プチプラコスメ【アイメイク編】（主婦の友社、2016年） - 「きれいなセパレートまつげを作るなら」に登場[8]
- プリ♥クラが選ぶ最愛プチプラコスメ【チーク&フェイス編】（主婦の友社、2016年） - 「内側からじわりと発色♡キャンメイクのクリームチーク」に登場[9]
- 毎日美女大学（グラフィティ、2016年） - 大学対抗♕ミス 毎日美女大学 コンテスト 12月[10][11]
- Ray読モ大学生♡リアルファッション３STYLE | C CHANNEL（C CHANNEL、2017年）